# Ljubow Grigorjewna Polischtschuk

Grab von Polischtschuk mit ihrer Büste auf dem Friedhof Trojekurowo in Moskau

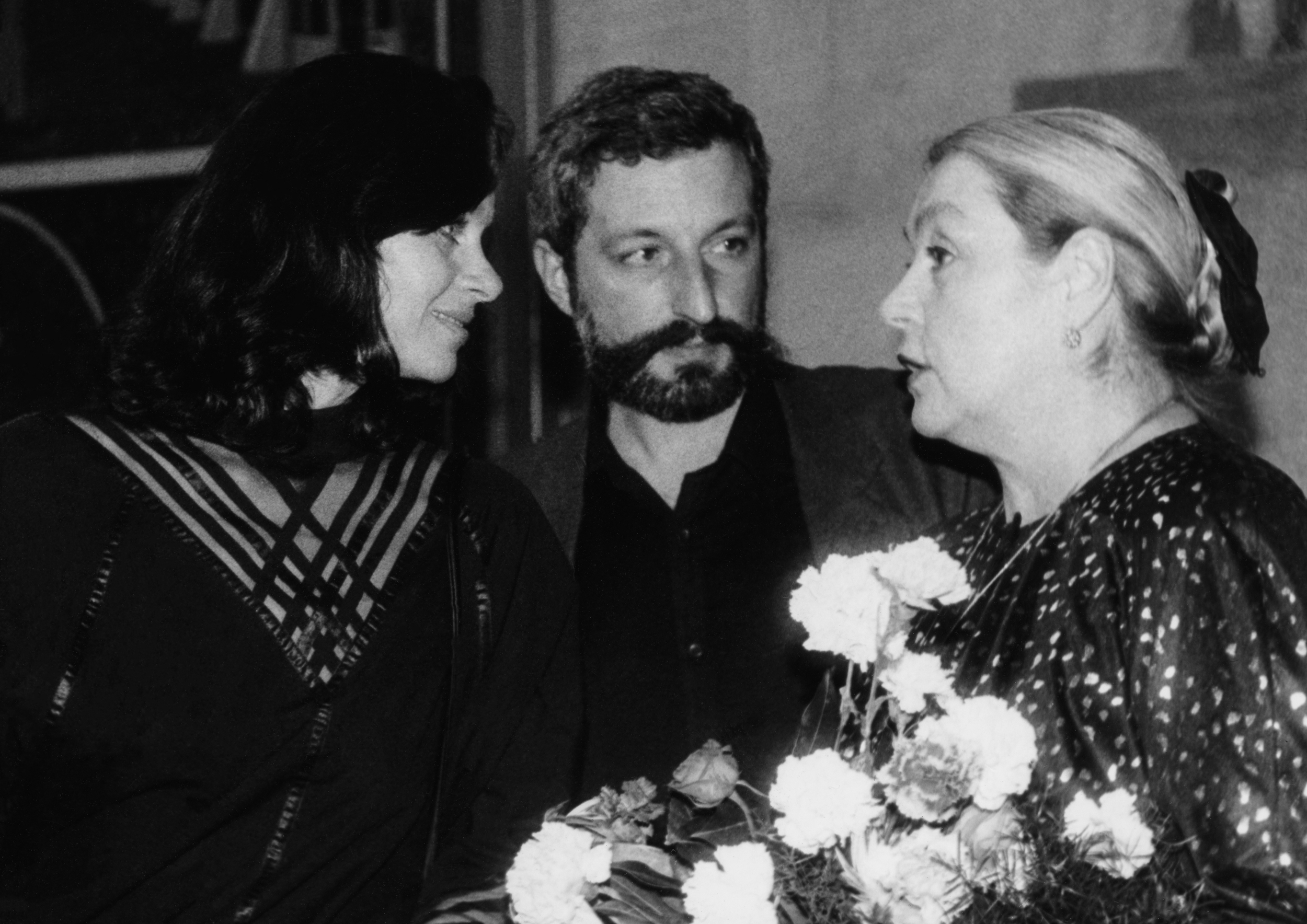
1993

Ljubow Grigorjewna Polischtschuk (russisch Любовь Григорьевна Полищук, wissenschaftliche Transliteration Ljubov' Grigor'evna Poliščuk; * 21. Mai 1949 in Omsk (Sibirien); † 28. November 2006 in Moskau) war eine russische Theater- und Kino-Schauspielerin.

## Biografie
Ljubow Polischtschuk wurde 1949 im sibirischen Omsk als Tochter eines Bauarbeiters und einer Näherin geboren. Väterlicherseits stammt Polischtschuk von Donkosaken ab. Schon in ihrer Kindheit träumte sie davon, Schauspielerin zu werden. Sie liebte es, zu tanzen und zu singen. Sie bewarb sich um einen Platz in der Ballettschule, wurde jedoch nicht genommen, weil sie zu groß war. Daraufhin trat sie in den Schulchor ein, wo sie prompt zur Solistin wurde.
Nach ihrem Schulabschluss fuhr Ljubow Polischtschuk nach Moskau, um sich am Theaterinstitut einzuschreiben, verpasste aber den Termin zum Eignungstest. Als sie nach Omsk zurückkehrte, arbeitete sie in der Omsker Philharmonie für das Ensemble „Die Omsker in der Estrade“. Gemeinsam mit diesem Ensemble wechselte in die Allrussische Meisterschule der Estradenkunst nach Moskau.
1967 schloss sie die Meisterschule ab und heiratete Waleri Makarow, ihren Kollegen aus dem Ensemble und kehrte in ihre Heimatstadt Omsk zurück. Aus der Ehe ging Sohn Alexei Makarow (* 1972) hervor. 1976 ließ sich Polischtschuk von ihrem Mann scheiden, weil dieser ein Alkoholproblem hatte. In Omsk trat Polischtschuk als Alleinunterhalterin am Theater auf.
1976, kurz nach der Scheidung von ihrem Mann, wurde sie von dem ehemaligen Direktor der Omsker Philharmonie, welcher eine Beförderung erhielt und nach Moskau beordert wurde, in die sowjetische Hauptstadt gerufen, wo sie die Hauptrolle in der bekannten Verfilmung von Zwölf Stühle unter der Regie von Mark Sacharow. Für Polischtschuk war dies der persönliche Durchbruch, der sie im gesamten Land und darüber hinaus bekannt machte.
Der Erfolg hatte jedoch einen herben Beigeschmack, denn die sowjetische Führungsriege befand das Gesicht der Schauspielerin Polischtschuk für "unsowjetisch" und untersagte ihr, weitere Hauptrollen in Filmen zu spielen. Deshalb musste die Schauspielerin sich fortan mit Nebenrollen zufriedengeben, was sich jedoch keineswegs negativ auf ihre Bekanntheit in der Sowjetunion auswirkte.
Für Polischtschuk in den ersten Jahren in Moskau nicht leicht. Sie mietete sich ein kleines Zimmer in der Stadt, wo sie sich mit ihrem kleinen Sohn Alexei eine Matratze teilen musste.
Von 1979 bis 1986 war sie am Moskauer Miniatur-Theater, der heutigen Moskauer Eremitage, tätig.
1984 heiratete sie ein zweites Mal, nämlich den armenischstämmigen Schauspieler Sergei Zigal, von dem sie schwanger geworden war. Am 14. Oktober 1984 kam Tochter Marijetta zur Welt. Die Ehe war harmonisch und glücklich.
Im selben Jahr wurde Polischtschuk als Verdiente Künstlerin der RSFSR ausgezeichnet.
1990 bis 1997 war Ljubow Polischtschuk am Theater "Schule des modernen Schauspiels" unter der Leitung von Iossif Reichelgaus in Moskau tätig. 1994 erhielt sie den Hohen Ehrentitel Volkskünstlerin der Russischen Föderation.

## Krankheit und Tod
Im Jahr 2000 war Ljubow Polischtschuk in einen Verkehrsunfall verwickelt, bei dem sie schwer am Rücken verletzt wurde und ihre schauspielerischen Auftritte nur noch mit einem Stützkorsett wahrnehmen konnte.
Im Oktober 2005 wurde sie notfallmäßig ins Krankenhaus eingeliefert, wo ihr aufgrund einer Krebserkrankung, die sie vor ihren Kollegen und der Öffentlichkeit lange geheim gehalten hatte, ein Teil der Wirbelsäule entfernt wurde. Daraufhin begab sich Polischtschuk zur Rehabilitation in ein Privatklinikum nach Israel. Als sie Anfang März 2006 wieder nach Moskau zurückkehrte, spielte sie weiterhin ihre Rolle in der russischen Fernsehserie Meine wunderbare Nanny. Ihre zugleich letzte Rolle.
In den letzten Monaten ihres Lebens war Ljubow Polischtschuk auf stärkste Schmerzmittel angewiesen. Ehemann Sergei Zigal und Sohn Alexei Makarow, der ebenfalls Schauspieler geworden ist, besuchten sie regelmäßig am Krankenbett.
Am 25. November 2006 wurde Ljubow Polischtschuk ins Krankenhaus eingeliefert, weil ihre Angehörigen sie morgens nicht wecken konnte. Nach Behandlung der hypertensiven Krise, welche durch die Schmerzmittel ausgelöst worden war, wurde Polischtschuk auf eigenen Wunsch hin aus dem Krankenhaus entlassen.
Drei Tage später verstarb Ljubow Polischtschuk in ihrer Privatwohnung im Zentrum von Moskau. Sie wurde auf dem Friedhof Trojekurowo auf dem Abschnitt 6a beigesetzt.

## Gedenken
Am 26. Mai 2016 wurde am Bolschoi Kasjonnyj Pereulok Nr. 8 in Moskau, wo Ljubow Polischtschuk bis zu ihrem Tod lebte, eine Gedenktafel angebracht.

## Filmografie (Auswahl)
- 1979: Genau jener Münchhausen (Тот самый Мюнхгаузен)
- 1989: Intergirl (Интердевочка)
- 1995: Schirli-myrli (Ширли-мырли)
- 1995: Kreuzritter (Крестоносец)
- 1999: Ultimatum (Ультиматум)